# Delphacidae
Famille
Les Delphacidae sont une famille d'insectes de l'ordre des hémiptères.

## Liste des genres
Selon Catalogue of Life (30 août 2017) :
- genre Abbrosoga
- genre Achorotile
- genre Acrodelphax
- genre Aethodelphax
- genre Afrocoronacella
- genre Afrokalpa
- genre Afrosellana
- genre Afrosydne
- genre Agrisicula
- genre Akemetopon
- genre Akilas
- genre Alketon
- genre Aloha
- genre Altekon
- genre Amagua †
- genre Ambarvalia
- genre Amblycotis
- genre Ampliphax
- genre Anakelisia
- genre Anchidelphax
- genre Anchodelphax
- genre Anectopia
- genre Aneuidellana
- genre Aneuides
- genre Antidryas
- genre Aplanodes
- genre Arcifrons
- genre Arcofaciella
- genre Arcofacies
- genre Asiraca
- genre Asiracemus
- genre Asiracina
- genre Bakerella
- genre Bambucibatus
- genre Bambusiphaga
- genre Belocera
- genre Bostaera
- genre Brachycraera
- genre Burnilia
- genre Caenodelphax
- genre Calbodus
- genre Calisuspensus
- genre Calligypona
- genre Cantoreanus
- genre Canyra
- genre Carinodelphax
- genre Carinofrons
- genre Cemopsis
- genre Cemus
- genre Changeondelphax
- genre Chionomus
- genre Chloriona
- genre Chlorionidea
- genre Clydonagma
- genre Columbiana
- genre Columbisoga
- genre Conocraera
- genre Conomelus
- genre Consociata
- genre Copicerus
- genre Coracodelphax
- genre Coronacella
- genre Cotoya
- genre Criomorphus
- genre Curtometopum
- genre Delphacellus
- genre Delphacinus
- genre Delphacissa
- genre Delphacodes
- genre Delphacodoides
- genre Delphax
- genre Dianus
- genre Dicentropyx
- genre Dicranotropis
- genre Dictyophorodelphax
- genre Dingiana
- genre Diodelphax
- genre Ditropis
- genre Ditropsis
- genre Dogodelphax
- genre Ecdelphax
- genre Elachodelphax
- genre Elaphodelphax
- genre Embolophora
- genre Emoloana
- genre Eodelphax
- genre Eoeurysa
- genre Eorissa
- genre Epeurysa
- genre Epunka
- genre Equasystatus
- genre Eripison
- genre Eshanus
- genre Euconomelus
- genre Euconon
- genre Euidastor
- genre Euidellana
- genre Euidelloides
- genre Euides
- genre Euidopsis
- genre Eumetopina
- genre Eurybregma
- genre Eurysa
- genre Eurysanoides
- genre Eurysella
- genre Eurysula
- genre Falcotoya
- genre Fangdelphax
- genre Fennasiraca
- genre Ferganodelphax
- genre Flastena
- genre Flavoclypeus
- genre Florodelphax
- genre Formodelphax
- genre Frameus
- genre Ganus
- genre Garaga
- genre Gelastodelphax
- genre Glabrinotum
- genre Gravesteiniella
- genre Gufacies
- genre Guidelphax
- genre Hadropygos
- genre Haerinella
- genre Hagamiodes
- genre Hainanaella
- genre Halmyra
- genre Hapalomelus
- genre Haplodelphax
- genre Harmalia
- genre Harmalianodes
- genre Herbalima
- genre Hikona
- genre Himeunka
- genre Hirozunka
- genre Holzfussella
- genre Homosura
- genre Horcoma
- genre Horcomana
- genre Horvathianella
- genre Hyledelphax
- genre Idiobregma
- genre Idiosemus
- genre Idiosystatus
- genre Ilburnia
- genre Indozuriel
- genre Ishiharodelphax
- genre Isodelphax
- genre Isogaetis
- genre Issedonia
- genre Iubsoda
- genre Izella
- genre Jassidaeus
- genre Javesella
- genre Jinlinus
- genre Jugodina
- genre Kakuna
- genre Kartalia
- genre Kazachicesa
- genre Kelisia
- genre Kelisicranus
- genre Kelisoidea
- genre Keyflana
- genre Kiambrama
- genre Kormus
- genre Kosswigianella
- genre Kusnezoviella
- genre Laccocera
- genre Lacertina
- genre Lanaphora
- genre Laodelphax
- genre Laoterthrona
- genre Latistria
- genre Lauriana
- genre Leialoha
- genre Lepidelphax
- genre Leptodelphax
- genre Leptoeurysa
- genre Leucydria
- genre Liburnia
- genre Liburniella
- genre Lisogata
- genre Litemixia
- genre Litochodelphax
- genre Livatiella
- genre Longtania
- genre Luda
- genre Luxorianella
- genre Macrocorupha
- genre Macrotomella
- genre Mahmutkashgaria
- genre Makarorysa
- genre Malaxa
- genre Malaxella
- genre Malaxodes
- genre Maosogata
- genre Marquedryas
- genre Matsumuramata
- genre Matsumuranoda
- genre Matutinus
- genre Megadelphax
- genre Megamelanus
- genre Megamelodes
- genre Megamelus
- genre Melanesia
- genre Melanugyops
- genre Mengdelphax
- genre Meristopsis
- genre Mestus
- genre Metadelphax
- genre Metroma
- genre Metropis
- genre Micistylus
- genre Micreuides
- genre Mirabella
- genre Miranus
- genre Mirocauda
- genre Monospinodelphax
- genre Mucillnata
- genre Muellerianella
- genre Muirodelphax
- genre Nanotoya
- genre Nataliana
- genre Nazugumia
- genre Necodan
- genre Nemetor
- genre Neobelocera
- genre Neocarinodelphax
- genre Neoconon
- genre Neodicranotropis
- genre Neogadora
- genre Neomalaxa
- genre Neomegamelanus
- genre Neometopina
- genre Neoperkinsiella
- genre Neopunana
- genre Neoterthrona
- genre Neovizcaya
- genre Nephropsia
- genre Nesodryas
- genre Nesorestias
- genre Nesorthia
- genre Nesosydne
- genre Nesothoe
- genre Neunkanodes
- genre Neuterthron
- genre Nicetor
- genre Nilaparvata
- genre Niphisia
- genre Nothodelphax
- genre Nothokalpa
- genre Nothorestias
- genre Notogryps
- genre Notohyus
- genre Notuchoides
- genre Notuchus
- genre Numathriambus
- genre Numatodes
- genre Nycheuma
- genre Oaristes
- genre Obtusicranus
- genre Oncodelphax
- genre Onidodelphax
- genre Opiconsiva
- genre Orcaenas
- genre Orchesma
- genre Orientoya
- genre Ostama
- genre Palego
- genre Paraconon
- genre Paradelphacodes
- genre Paradelphax
- genre Paraliburnia
- genre Paralivatiella
- genre Paramestus
- genre Paranda
- genre Paranectopia
- genre Parapunana
- genre Paratoya
- genre Pareuidella
- genre Parkana
- genre Partoya
- genre Pastiroma
- genre Peliades
- genre Penepissonotus
- genre Pentagramma
- genre Pentasteira
- genre Peregrinus
- genre Perimececera
- genre Perkinsiella
- genre Phacalastor
- genre Phrictopyga
- genre Phyllodictus
- genre Phyllodinus
- genre Pichinchana
- genre Pissonotus
- genre Plagiotropis
- genre Platyeurysa
- genre Platypareia
- genre Platysystatus
- genre Platytibia
- genre Plesiodelphax
- genre Prasliniana
- genre Preterkelisia
- genre Procidelphax
- genre Prodelphax
- genre Prokelisia
- genre Prolivatis
- genre Proterosydne
- genre Pseudaraeopus
- genre Pseudembolophora
- genre Pseudodelphacodes
- genre Pseudomacrocorupha
- genre Pseudosogata
- genre Punana
- genre Pundaluoya
- genre Purohita
- genre Pygospina
- genre Qianlia
- genre Queenslandicesa
- genre Ramidelphax
- genre Rectivertex
- genre Rhinodelphax
- genre Rhinotettix
- genre Rhombotoya
- genre Ribautodelphax
- genre Rotundifronta
- genre Saccharosydne
- genre Sardia
- genre Scolopygos
- genre Scotoeurysa
- genre Scottianella
- genre Sembrax
- genre Serafinana †
- genre Shadelphax
- genre Shijidelphax
- genre Sinolacme
- genre Sinoperkinsiella
- genre Smaroides
- genre Smicrotatodelphax
- genre Sogata
- genre Sogatella
- genre Sogatellana
- genre Sogatodes
- genre Sogatopsis
- genre Sparnia
- genre Spartidelphax
- genre Specinervures
- genre Spinaprocessus
- genre Spinidelphacella
- genre Stenocranus
- genre Stenokelisia
- genre Stiroma
- genre Stiromella
- genre Stiromeurysa
- genre Stiromoides
- genre Stiropis
- genre Stobaera
- genre Stolbax
- genre Strophalinx
- genre Struebingianella
- genre Sulix
- genre Syndelphax
- genre Synpteron
- genre Tagosodes
- genre Tanycranus
- genre Tarophagus
- genre Temenites
- genre Terauchiana
- genre Terthron
- genre Terthronella
- genre Tetrasteira
- genre Thrasymemnon
- genre Thriambus
- genre Thymobares
- genre Thymodelphax
- genre Toya
- genre Toyalana
- genre Toyoides
- genre Trichodelphax
- genre Triloris
- genre Tropidocephala
- genre Tsaurus
- genre Tumidagena
- genre Ugyopana
- genre Ugyops
- genre Ulanar
- genre Unkana
- genre Unkanodella
- genre Unkanodes
- genre Veo
- genre Vizcaya
- genre Wuyia
- genre Xanthodelphax
- genre Xinchloriona
- genre Yalia
- genre Yangsinolacme
- genre Yanunka
- genre Yichunus
- genre Yuanchia
- genre Yukonodelphax
- genre Zanchetrius
- genre Zhuangella
- genre Zhudelphax